# Der Gestiefelte
Der Gestiefelte (Untertitel: Ein Rotlichtmärchen) ist ein Musical von Thomas Pigor (Text, Buch) und Wolfgang Böhmer (Musik) für drei Darstellerinnen und zwei Darsteller. Es wurde im Januar 1992 durch die Berliner Musicaltruppe College of Hearts unter der Regie von Christoph Swoboda uraufgeführt, die Rechte liegen beim Litag-Verlag in Bremen.

## Handlung
Nach dem Tode der Mutter erbt der arme Rainer Müller einen sprechenden Klopfsauger. Als seine Freundin Pamela ihn verlässt, ist er verzweifelt (Musik: Spritz Dir Heroin, immer in die Vene !). Doch dann erscheint die Sozialarbeiterin Iris König (Musik: Du bist einzigartig !). Sie ist die Tochter des stadtbekannten Bordellkönigs Heinz König, der nicht weiß, dass seine Tochter heimlich studiert hat. Rainer verliebt sich in Iris, ist aber unsicher, wie er ihrem Vater gegenübertreten kann. (Musik: es ist egal ob die Story stimmt, wenn man sie Dir abnimmt, ist es eine gute Story). Es gelingt ihm, nachts in den Wäldern um Königs Wusterhausen eins der sehr seltenen wilden Döner einzufangen, die der Bordellkönig so liebt. Der wilde Döner singt mit tiefer Stimme (Musik: Na sowas) über schief stehende Pilze und die Ignoranz einer Made.
Bei einer schicksalhaften Begegnung in einer Sauna gelingt es dem braven Rainer, gegenüber dem Bordellkönig den Eindruck zu erwecken, in der Zuhälterszene von Düsseldorf erfolgreich zu sein, so dass der ihn akzeptiert. Unerwartet trifft Rainer in der Sauna auch Iris und beide gestehen sich ihre Liebe (Musik: Ist das Liebe, wenn Dir so heiß wird …). Nach einigen Verwicklungen finden sie wieder zueinander, und schließlich singen sie im Finale über den Teppichboden, mit dem sie ihre gemeinsame Wohnung einrichten wollen.

## Darsteller
Das für kleine Musicaltournéen entwickelten Stück vom Berliner College of Hearts kommt mit nur fünf Darstellern aus, die mehrere Rollen und zusätzlich auch noch die Instrumente spielen. In der Uraufführung waren dies Susanne Betancor, Daniele Drobny, Bettina Wauschke, Kalle Mews und Thomas Pigor.

## Musiknummern (Auswahl)
| - Fitness-Rap - Ich mache Schluß mit Dir - Fall oder Unfall - Eine gute Story - Die Made (Na sowas …) | - Im Bordell - Das Monster - Döner - Nackt | - Heiße Liebe - Ich trau mich nicht - Kannst Du haben - Teppichboden |